# Al-Anfal

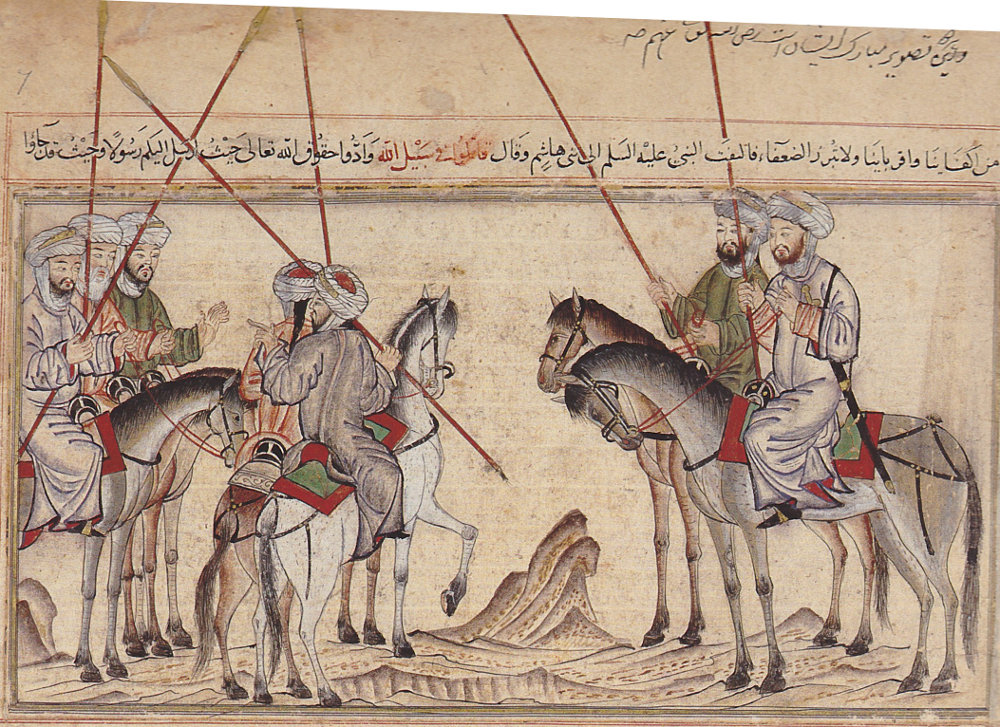
Illustrazione dell'inizio del IX secolo raffigurante Maometto che incita le sue truppe prima di combattere nella battaglia di Badr

Al-Anfal (Il Bottino) è l'ottava Sura del Corano, una sura medinese composta da 75 versetti. La sura prende il nome dal termine "anfal" che si riferisce al bottino di guerra e tratta principalmente delle questioni legate alla guerra, alla giustizia, e alla comunità musulmana. La sura fu rivelata dopo la Battaglia di Badr, la prima grande battaglia tra i musulmani e i loro avversari meccani, e contiene molteplici direttive su come gestire i beni conquistati, le questioni morali e le dinamiche della guerra.

## Contenuto

### Questioni sul Bottino di Guerra
Versetti 1-4: La sura inizia con la discussione sul bottino di guerra, specificando che esso appartiene ad Allah e al Suo Messaggero. Viene sottolineata l'importanza dell'obbedienza a Allah e al Profeta e la necessità di risolvere le dispute attraverso la giustizia e la fede.

### Preparazione e Condotta nella Battaglia
Versetti 5-18: Viene descritto il contesto della Battaglia di Badr, inclusa la preparazione e il sostegno divino ricevuto dai musulmani. Si enfatizza la fiducia in Allah e la disciplina nell'affrontare i nemici, ricordando i miracoli e l'assistenza divina ricevuti durante la battaglia.

### Insegnamenti dalla Battaglia di Badr
Versetti 19-40: La sura offre riflessioni e insegnamenti tratti dalla Battaglia di Badr, sottolineando l'importanza della perseveranza e della fede. Si invita i musulmani a essere saldi e a mantenere la fiducia in Allah, nonostante le difficoltà. Vengono anche discusse le questioni relative al trattamento dei prigionieri di guerra e alla distribuzione del bottino.

### Giustizia e Misericordia
Versetti 41-61: Viene stabilito un principio fondamentale secondo cui un quinto del bottino di guerra appartiene ad Allah, al Profeta, ai parenti del Profeta, agli orfani, ai poveri e ai viandanti. La sura enfatizza la giustizia nella distribuzione delle risorse e il trattamento equo dei prigionieri. Si parla anche della possibilità di pace e della misericordia verso i nemici quando mostrano segni di voler cessare le ostilità.

### Obbedienza e Unità della Comunità Musulmana
Versetti 62-75: La sura conclude con un richiamo all'obbedienza e alla lealtà verso Allah e il Profeta. Si enfatizza l'importanza dell'unità della comunità musulmana e della cooperazione tra i credenti. Viene ribadito che la vittoria e il successo sono garantiti da Allah per coloro che seguono la Sua guida e mantengono la solidarietà.

## Analisi
La Sura Al-Anfal è cruciale per la sua trattazione delle dinamiche della guerra, della giustizia e della comunità musulmana. Essa offre linee guida specifiche su come gestire il bottino di guerra e i prigionieri, sottolineando la necessità di giustizia e misericordia. La sura riflette anche sull'importanza della fede e della perseveranza, usando la Battaglia di Badr come esempio della protezione e del sostegno divino. Inoltre, Al-Anfal esorta alla pace e alla conciliazione quando possibile, mostrando l'equilibrio tra forza e misericordia nell'Islam. La sua importanza risiede nella guida pratica e morale che offre ai credenti, specialmente in tempi di conflitto, e nel rafforzare l'unità e la coesione della comunità musulmana.